# Club Deportivo Socio Cultural Guabirá
El Club Deportivo Socio Cultural Guabirá, más conocido simplemente como Guabirá, es un club de fútbol de la ciudad de Montero, Departamento de Santa Cruz, Bolivia. Fue fundado el 14 de abril del 1962 por los trabajadores del Ingenio Azucarero Guabirá y actualmente participa en la Primera División de Bolivia.
Sus colores característicos son el rojo y el blanco qué son acompañados por franjas verdes, haciendo alusión a los colores de la bandera de Montero. Disputa sus encuentros de local en el Estadio Gilberto Parada con capacidad para 18 000 espectadores.
A nivel nacional Guabirá ha ganado en una ocasión la liga boliviana logrado en 1975, además fue 2 veces subcampeón nacional (1968 y 1995). Cuenta además en sus palmarés con 6 títulos de la Asociación Cruceña de Fútbol y es el máximo ganador de la Copa Simón Bolívar con 4 títulos.
Fue fundador de la Liga del Fútbol Profesional Boliviano en el año 1977. Desde entonces Guabirá se ha convertido en un equipo tradicional de la liga boliviana pese a las idas y vueltas. Tuvo seis etapas en la liga profesional 1977-1984; 1993-2003; 2008; 2010; 2013/14 y 2016/17-Act.
A nivel internacional tiene 7 participaciones internacionales oficiales por CONMEBOL: 2 en Copa Libertadores (1976 y 1996) y 5 en Copa Sudamericana (2018, 2019, 2021, 2022 y 2023). También tiene una participación en la Copa Simón Bolívar (1976), torneo que fue organizado por la Federación Venezolana de Fútbol y del que fue subcampeón, aunque dicho torneo no es reconocido como oficial.
El equipo mantiene una gran rivalidad con Sport Boys Warnes con quien disputa el denominado «Clásico del Norte», considerado como uno de los partidos de mayor atracción de Santa Cruz, además de tener una fuerte rivalidad con los equipos de Blooming y Oriente Petrolero.

## Historia

### Fundación
Fue fundado el 14 de abril de 1962, por los trabajadores del Ingenio Azucarero Guabirá, de la sección Maestranza. Su primer nombre fue Unión Maestranza (fundado en 1953), que participó en el campeonato fabril a nivel departamental ese año saliendo campeón departamental y nacional a nivel de campeonatos fabriles. Estaba conformado íntegramente por jugadores trabajadores del ingenio. Ese mismo año realizó una gira por el interior del país, llegando a enfrentarse a los grandes equipos profesionales de Bolivia como Bolívar, al que venció por 1-0, el The Strongest, el Deportivo Municipal, el Always Ready y otros. Entonces surgió la idea de crear un club que representara al ingenio azucarero y a la provincia de Santistevan y su capital, Montero. Por ello, se cambió el nombre a "Club Deportivo Socio Cultural Guabirá", y Sixto Hurtado fue elegido primer presidente en conjunto al Sr. Manuel Núñez. 
Inició su participación en campeonatos departamentales en 1963, año en que disputó la Segunda de Ascenso (en ese entonces tercera categoría de Santa Cruz) y, después de adjudicarse el título, ascendió a Primera de Ascenso. 
En 1964 volvió a ser campeón y consiguió el ascenso a la Primera A, en la que participa desde 1965. Ese mismo año el fútbol en Santa Cruz pasó a ser profesional y luego de que los equipos Alas y Ferro-Oriente se retiraran, Guabirá se convirtió en uno de los fundadores de la etapa profesional del fútbol cruceño. En 1974, logró entrar en el podio, sin embargo, quedó segundo después de La Bélgica.

### Primer título Nacional
En 1975 logra un 'doblete' si es que se podría llamar así: accedió a la Copa Simón Bolívar, Primera División, como subcampeón de Santa Cruz e integró el Grupo A, en el cual terminó primero y clasificó a la fase final; es en esta en la cual logra algo histórico: se impuso sobre históricos del fútbol boliviano como Bolívar o The Strongest y se coronó campeón nacional, el 15 de enero de 1976, tras vencer 3 a 0 a 31 de octubre, siendo el segundo equipo cruceño en lograrlo.
Un formidable equipo Comandado por Griseldo Cobo, Héctor Horacio Awat, Wálter Penini, Adolfo Rocabado, Porfirio Jiménez, Ignacio Quevedo y otros, 1975 fue el año de la culminación total de los anhelos largamente esperados por los norteños al ganar todos los torneos de la Asociación Cruceña de Fútbol (ACF) y luego la Copa Simón Bolívar que le dio el derecho de la participación por primera vez en una Copa Libertadores de América.
Los entrenadores en la primera fase el entrenador fue el argentino-boliviano Raúl Álvarez y en la segunda por el brasileño Waltercilio Rodríguez (Coutinho), exjugador del club.

### Copa Libertadores de América
El título le permitió al cruceño participar en la Copa Libertadores 1976, formó el grupo con Bolívar, Liga de Quito y Deportivo Cuenca (ambos de Ecuador), en su partido debut en la Copa Libertadores venció por 1 - 0 a Bolívar en montero, lastimosamente los resultados no acompañaron al equipo de los "Diablos Rojos" y finalizó en cuarto lugar.

### Copa Simón Bolívar
La Copa Simón Bolívar fue un torneo internacional de carácter oficial organizado por la Federación Venezolana de Fútbol aunque no fue organizada por la Conmebol.
Guabirá participó como campeón nacional de 1976, junto con los equipos de Alianza Lima, América de Cali y Portuguesa. En la primera ronda perdió 1 - 0 frente a Portuguesa; en la segunda ronda, ganó 1 - 0 al Alianza Lima, y en la tercera, venció al América de Cali por 3 - 2.
Finalizó en el segundo lugar, convirtiéndose en el único equipo boliviano en ser subcampeón de un torneo no organizado por la Conmebol.

### Fundador de la liga Profesional
En 1977, Guabirá fue uno de los 16 clubes que crearon la Liga.
Su trayectoria (23 temporadas hasta el presente) le permitió una alegría, luego de conseguir el subcampeonato nacional de 1995, detrás de San José se clasificó a la Copa Libertadores 1996. De ese modo llegó por segunda vez a la Copa Libertadores de América luego de 20 años.

### Retorno a la Libertadores
Guabirá participó en la Copa Libertadores 1996, juntó con el equipo de San José y los Colombianos Junior y América de Cali. Luego de 20 años Guabirá volvía a representar a Bolivia en un Torneo internacional.
"Los Azucareros" solamente lograron cuatro puntos a raíz de su triunfo ante San José por 4 goles contra 1 y el empate a un gol por lado con Junior en Santa Cruz.

### Posición en la Liga
La primera incursión liguera de Guabirá duró ocho años, porque en 1984 perdió en el descenso indirecto ante Destroyers y volvió a la Asociación Cruceña de Fútbol (ACF). En 1992 superó a Real Santa Cruz por el mismo sistema, subió a la Primera División de Bolivia el año 1993 y permaneció diez temporadas (1993-2003).
Volvió a caer por la misma vía y otra vez ante Real Santa Cruz en 2003, y tuvo que esperar hasta 2007, cuando como campeón de la Copa Simón Bolívar 2007 retornó a la Primera División de Bolivia en 2008, pero solamente por un año: último en la tabla del descenso, fue reemplazado por Nacional Potosí.
Reemplazó al mismo Nacional Potosí en 2010 tras ganar nuevamente la Copa Simón Bolívar 2009 y permanece hasta la actualidad, aunque otra vez angustiado por la amenaza del descenso indirecto.

### Retorno a torneos internacionales
Los Azucareros vuelven a los torneos internacionales luego de 22 años, pero está vez en la Copa Sudamericana 2018.
"Los Diablos Rojos" vuelven a encontrarse con la Liga de Quito después de 40 años.
Los de la caldera de Diablo terminan empatando 4 - 4 en el global, pero el gol visitante favorece a la Liga de Quito, terminando con la participación de los "Azucareros".
La segunda participación de los Azucareros en la Sudamericana no fue mejor que la anterior terminó perdiendo 5 - 1 en el global, está vez frente al Macará de Ecuador.

## Símbolos

### Escudo
El escudo del club esta establecido en la parte superior por un balón y, debajo el año de fundación escrita en forma horizontal. En la parte central se encuentra la silueta de una fábrica en color rojo, en alusión a sus orígenes, sobre fondo blanco. En la parte inferior se destaca la letra G, inicial del club, en color azul con borde blanco sobre fondo rojo.

## Uniforme
Desde sus inicios el Guabirá adoptó el color rojo como definitivo, que delata su intensidad y su pasión por el deporte.
- Uniforme titular: Camiseta roja, pantalón rojo y medias rojas.
- Uniforme alternativo: Camiseta blanca con vivos rojos, pantalón blanco y medias rojas.

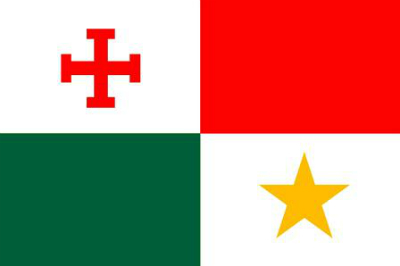
Bandera de Montero

### Evolución del uniforme
- 2016/2017

| Primer uniforme | Segundo uniforme |

## Instalaciones

### Estadio

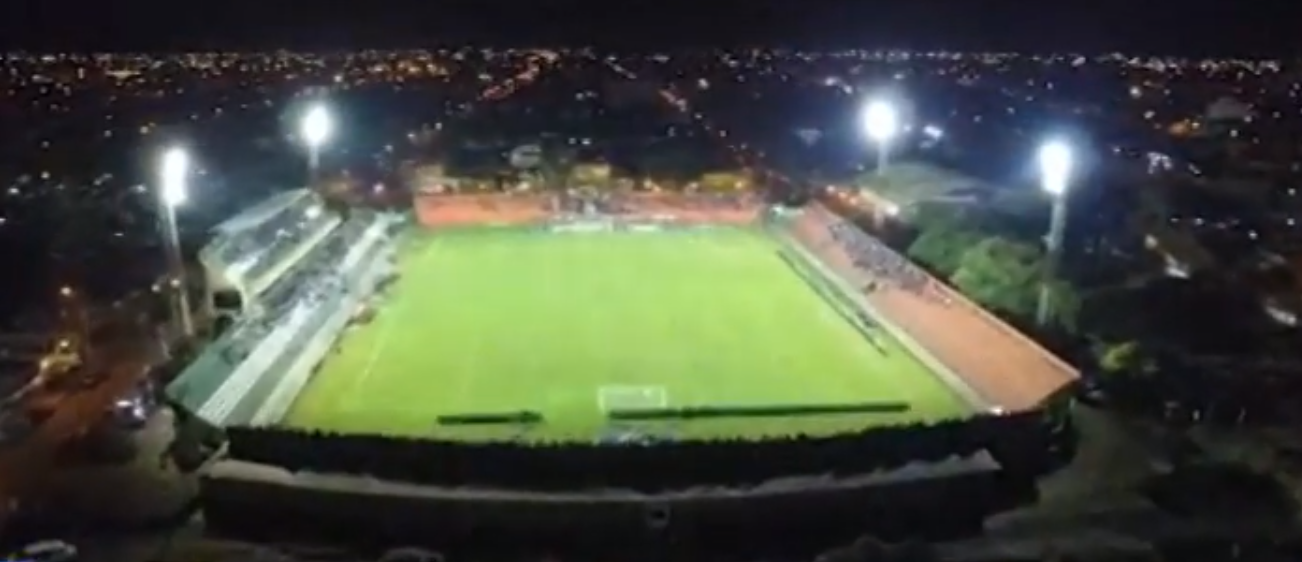
Vista aérea del estadio Gilberto Parada.

Hasta antes de 1999, que fue cuando empezó a jugar sus partidos de local debido a que ya cuenta con un escenario deportivo en Montero (estadio Gilberto Parada o más conocido como la Caldera del “diablo”), los “rojos” tenían que trasladarse hasta la capital para jugar sus compromisos, aunque hubo excepciones como los dos partidos que jugó en 1980 y uno en 1994.
El Club Guabirá no cuenta con estadio propio, pero habitualmente ejerce de local en el Estadio Gilberto Parada ubicado en Montero, recinto que es propiedad del Gobierno de Santa Cruz. Este tiene una capacidad aproximada de 18 000 espectadores.
A diferencia de la mayoría de los estadios de Bolivia el escenario carece de una pista atlética o de un espacio destinado a ese fin, por lo que sus 4 tribunas se encuentran muy cerca a la cancha de fútbol, que sumado a las altas temperaturas que se presentan en la ciudad de Montero se lo conoce también con el apelativo de «La Caldera del diablo».

### Instalaciones deportivas
Guabirá cuenta con un moderno complejo deportivo ubicado a cuatro kilómetros antes de llegar a la ciudad de Montero (entre Warnes y Montero). Fue inaugurado el 8 de diciembre de 2018 en la gestión de Rafael Paz. El «Complejo Deportivo Celina - Guabirá» cuenta con distintos ambientes apropiados para el primer plantel.
En el exterior, se puede presenciar dos canchas reglamentarias, una de fútbol once (90 x 120 m) y la segunda de fútbol siete (45 x 65 m). En el interior de la infraestructura se encuentra: un vestuario  (5×12 m), sala de gimnasio (5×12 m), piscina de hidromasaje (2×3 m), una sauna (1 1/2×2 m),  baños (3 sanitarios, 2 urinarios, ocho duchas), sala de utilería de (3×4 m), sala médica (3×4 m), sala del cuerpo técnico (3×4 m),  y un departamento para el encargado del lugar (1 habitación, baño, cocina y lavandería).

## Datos del club
- Puesto en la clasificación histórica: 8.º
- Temporadas en Primera División: 42 (1968, 1974-1984, 1993-Clausura 2003, Apertura 2008-Clausura 2008,  Apertura 2010-Clausura 2012, Apertura 2013-Clausura 2014, Apertura 2016-Presente).
- Mejor puesto en Primera División: 1º (1975).
- Mayor goleada a favor
  - En torneos nacionales:
    - 7 - 0 contra Unión Central (3 de diciembre de 2000).
    - 7 - 2 contra Municipal (22 de abril de 1984).

  - En torneos internacionales:
    - 4 - 1 contra San José (3 de abril de 1996 por Copa Libertadores 1996).
    - 4 - 1 contra Nacional Potosí (17 de marzo de 2021 por Copa Sudamericana 2021).
- Mayor goleada en contra
  - En torneos nacionales:
    - 0 - 8 contra Oriente Petrolero (10 de marzo de 2002).
    - 1 - 8 contra The Strongest (10 de mayo de 2012).

  - En Torneos internacionales:
    - 1 - 7 contra Bolívar (4 de abril de 1976 por Copa Libertadores 1976).
- Primer partido en LFPB: 4 - 2 contra Oriente Petrolero (21 de septiembre de 1977).[19]
- Primer partido en torneos internacionales: 1 - 0 contra Bolívar (14 de marzo de 1976) (Copa Libertadores 1976).
- Jugador con más partidos disputados: Aldo Velarde (251 partidos oficiales).
- Jugador con más goles: José Alfredo Castillo (67 goles en competiciones oficiales).
- Participaciones internacionales (8)
  - Copa Libertadores de América (2): 1976 y 1996.
  - Copa Sudamericana (5): 2018, 2019, 2021, 2022 y 2023.
  - Copa Simón Bolívar (1): 1976.

### Guabirá en competiciones internacionales
| Año  | Competición             | Ronda           | Rival                  | Local | Visita | Global   |
| ---- | ----------------------- | --------------- | ---------------------- | ----- | ------ | -------- |
| 1976 | Copa Simón Bolívar 1976 | Ronda 1         | Portuguesa             | 0–1   | 0–1    | 2° lugar |
| 1976 | Copa Simón Bolívar 1976 | Ronda 2         | Alianza Lima           | 1–0   | 1–0    | 2° lugar |
| 1976 | Copa Simón Bolívar 1976 | Ronda 3         | América de Cali        | 3–2   | 3–2    | 2° lugar |
| 1976 | Copa Libertadores 1976  | Fase de grupos  | Bolívar                | 1–0   | 7–1    | 4° lugar |
| 1976 | Copa Libertadores 1976  | Fase de grupos  | Deportivo Cuenca       | 0–2   | 1–0    | 4° lugar |
| 1976 | Copa Libertadores 1976  | Fase de grupos  | Liga de Quito          | 0–1   | 4–0    | 4° lugar |
| 1996 | Copa Libertadores 1996  | Fase de grupos  | San José               | 2–1   | 4–1    | 4° lugar |
| 1996 | Copa Libertadores 1996  | Fase de grupos  | América de Cali        | 0–2   | 5–0    | 4° lugar |
| 1996 | Copa Libertadores 1996  | Fase de grupos  | Junior                 | 1–1   | 5–1    | 4° lugar |
| 2018 | Copa Sudamericana 2018  | Primera fase    | Liga de Quito          | 3–2   | 2–1    | 4–4      |
| 2019 | Copa Sudamericana 2019  | Primera fase    | Macará                 | 0–3   | 2–1    | 1–5      |
| 2021 | Copa Sudamericana 2021  | Primera fase    | Nacional Potosí        | 4–1   | 1–2    | 6–2      |
| 2021 | Copa Sudamericana 2021  | Fase de grupos  | Independiente          | 1–3   | 1–0    | 4° lugar |
| 2021 | Copa Sudamericana 2021  | Fase de grupos  | Bahia                  | 0–1   | 5–0    | 4° lugar |
| 2021 | Copa Sudamericana 2021  | Fase de grupos  | Montevideo City Torque | 0–4   | 4–0    | 4° lugar |
| 2022 | Copa Sudamericana 2022  | Fase preliminar | Jorge Wilstermann      | 3–0   | 4–0    | 3–4      |
| 2023 | Copa Sudamericana 2023  | Fase preliminar | Oriente Petrolero      | 0–1   | 0–1    | 0–1      |

## Jugadores

### Plantilla 2025
- Los equipos bolivianos están limitados por la FBF a tener en su plantel un máximo de seis futbolistas extranjeros, de los cuales cuatro pueden actuar de manera simultánea.
- Por disposición de la FBF, se debe considerar la participación obligatoria de un futbolista de la categoría sub-20 y otro de la categoría sub-23 por partido.

### Altas y bajas 2025
| Altas              |            |                 |       |      |
| Futbolista         | Posición   | Procedencia     | Tipo  | Ref. |
| Segundo Semestre   |            |                 |       |      |
| David Robles       | Defensa    | Aurora          | Libre |      |
| Kevin Mina         | Delantero  | Chaco Petrolero | Libre |      |
| Neto Acará         | Delantero  | Anápolis        | Libre |      |
| Joaquín Barro      | Defensa    | Germinal        | Libre |      |
| Gastón Rodríguez   | Delantero  | Manama Club     | Libre |      |
| Jhon Jairo Velasco | Defensa    | Always Ready    | Libre |      |
| Marcelo Straccia   | Entrenador | CDT Real Oruro  | Libre |      |

| Bajas            |               |                 |                       |      |
| Futbolista       | Posición      | Destino         | Tipo                  | Ref. |
| Segundo Semestre |               |                 |                       |      |
| Rolando Carlen   | Entrenador    | TBA             | Rescisión de contrato |      |
| Dagner Montero   | Defensa       | TBA             | Rescisión de contrato |      |
| Francisco Gatti  | Mediocampista | Real Tomayapo   | Rescisión de contrato |      |
| Fellipe Veloso   | Delantero     | Sisaket United  | Rescisión de contrato |      |
| Santiago Paiva   | Delantero     | C. A. Cerro     | Rescisión de contrato |      |
| Sebastián Melgar | Delantero     | TBA             | Rescisión de contrato |      |
| Ronny Montero    | Defensa       | Real Tomayapo   | Rescisión de contrato |      |
| Gonzalo Vaca     | Defensa       | Real Tomayapo   | Rescisión de contrato |      |
| Alberto Illanes  | Entrenador    | TBA             | Rescisión de contrato |      |
| Yuto Baigorria   | Delantero     | Fagiano Okayama | Préstamo              |      |

### Récords
| Goleadores | Goleadores          | Goleadores | Presencias | Presencias      | Presencias   |
| ---------- | ------------------- | ---------- | ---------- | --------------- | ------------ |
| 1.         | Alfredo Castillo    | 65 goles   | 1.         | Aldo Velarde    | 251 partidos |
| 2.         | Marcelo Ceballos    | 58 goles   | 2.         | Fran Supayabe   | 231 partidos |
| 3.         | Juan Carlos Sánchez | 43 goles   | 3.         | Marco Cardona   | 214 partidos |
| 4.         | Líder Paz           | 37 goles   | 4.         | Gustavo Peredo  | 186 partidos |
| 5.         | Abelardo Rojas      | 34 goles   | 5.         | Juan Montenegro | 174 partidos |

Nota: En negrita los jugadores activos en el club.

### Botines de oro
| # | Nombre              | Campeonato    | Goles |
| - | ------------------- | ------------- | ----- |
| 1 | Juan Carlos Sánchez | 1980          | 21    |
| 2 | Berthy Suárez       | 1995          | 29    |
| 3 | Carlos Saucedo      | Apertura 2017 | 17    |

Fuente: RSSSF

### Jugadores con más títulos
| Jugador           | Títulos              | Títulos |
| ----------------- | -------------------- | ------- |
| Guimer Justiniano | 2 Copa Simón Bolívar |         |

### Jugadores extranjeros
| Nacionalidad          | Jugadores | Jugadores |
| --------------------- | --------- | --- |
| América               |           | |
| Argentina             | 25        | Horacio Awad, Daniel Cuiña, Luis Lastiri, Telmo Paredes, Eduardo Jurkevicius, Juan Carlos Sánchez, Pablo Pékerman, Gustavo Notta, Domingo Sánchez, Martín Lígori, Osvaldo Ozzán, Fabio Landaburu, Marcelo Ceballos, Gonzalo Acosta, Matías Arce, Marcos Ovejero, Ariel Aragón, Bruno Juárez, Alexis Bravo, Juan Maraude, Ezequiel Michelli, Maximiliano Velasco, Juan Vogliotti, Alejandro Quintana, Maximiliano Gómez, Heber Leaños |
| Brasil                | 4         | Sebastião Carlos da Silva, Andre Luis, Dimas da Silva, Pedro Cabral |
| Colombia              | 3         | Jhon Méndez, Dairín González, John Jairo Mosquera |
| Ecuador               | 1         | Kevin Mina |
| Paraguay              | 13        | Arístides Fabián Rojas, Francisco Argüello, Juvenal Cardozo, Carlos Lugo, Delio Ojeda, Aldo Vera, Claudio Centurión, Rodrigo Burgos, Arnaldo Pereira, Javier Lezcano, Nelson Amarilla, Milciades Portillo, Rodrigo Ruiz Díaz |
| República Dominicana  | 2         | Erick Japa, Ronaldo Vásquez |
| Uruguay               | 5         | Waldemar Acosta, Martín Galain, Michel Acosta, Martín Alaniz, Leandro Zazpe |
| Venezuela             | 1         | Rodderyk Perozo |
| África                |           | |
| Santo Tomé y Príncipe | 1         | Luís Leal |
| Europa                |           | |
| España                | 2         | Bruno Pascua, Sergio Llamas |
| Italia                | 1         | Freddy Abastoflor |

## Entrenadores

### Cuerpo técnico
El entrenador actual es Alberto Illanes, quién se encuentra en el cargo desde junio de 2025, en sustitución de Rolando Carlen.
De los entrenadores que pasaron por el club Guabirá destaca el brasileño Wartersilio Rodríguez que llevó al equipo a ser campeón nacional en 1975.
Destacan también los entrenadores que lo retornaron a primera división: Ricardo Fontana, José Pepe Peña, Claudio Chacior y Federico Justiniano en 2007, 2009, 2012 y 2015 respectivamente.

### Cronología
| Entrenador            | Período   |
| --------------------- | --------- |
| Raúl Palazuelos       | 1970-1971 |
| Raúl Álvarez          | 1975      |
| Wartesilio Rodríguez  | 1975-1976 |
| Antonio González      | 1976      |
| Fortunato Castillo    | 1977-1978 |
| Roberto Gonzalo       | 1978      |
| Jovino Mendoza        | 1979      |
| Juan Alberto Viscarra | 1980      |
| Reynaldo Párraga      | 1981      |
| Nelson Leal           | 1982-1983 |
| Edgardo Baldi         | 1990-1991 |
| Juan Carlos Carotti   | 1995      |
| Ricardo Roldán        | 1995-1996 |
| Salvador Ragusa       | 1997      |
| Dalcio Giovagnoli     | 1997      |
| Ramiro Blacut         | 1997      |
| Walter Roque          | 1997      |

| Entrenador            | Período   |
| --------------------- | --------- |
| Salvador Ragusa       | 2000      |
| Juan Carlos Carotti   | 2004      |
| Óscar Ramírez         | 2005      |
| Napoleón Brun         | 2005      |
| Ricardo Fontana       | 2007      |
| Víctor Hugo Antelo    | 2008      |
| Ricardo Lunari        | 2008      |
| Óscar Ramírez         | 2008      |
| Guillermo Giménez     | 2008      |
| José Peña             | 2009      |
| Martín Lígori         | 2010      |
| Claudio Marrupe       | 2010-2012 |
| Luis Cristaldo        | 2012      |
| Jacinto Elizeche      | 2012      |
| Claudio Chacior       | 2013      |
| Fernando Quiroz       | 2013      |
| David De La Torre     | 2014      |
| Guillermo Álvaro Peña | 2014      |

| Entrenador            | Período   |
| --------------------- | --------- |
| Celso Ayala           | 2014      |
| Fernando Ochoaizpur   | 2014-2015 |
| Gustavo Notta         | 2015      |
| Federico Justiniano   | 2015-2016 |
| Hugo Sosa (Interino)  | 2016      |
| Víctor Hugo Antelo    | 2016-2018 |
| Ronald Arana          | 2018-2019 |
| Eduardo Espinel       | 2019      |
| Víctor Hugo Andrada   | 2019-2021 |
| Víctor Hugo Antelo    | 2021-2022 |
| Mauricio Soria        | 2022-2023 |
| Gualberto Mojica      | 2023      |
| Miguel Ángel Portugal | 2023      |
| José Aurelio Gay      | 2023      |
| Andrés Marinangeli    | 2023-     |

## Presidentes

### Autoridades
| Miembros                  | Cargo                            |
| ------------------------- | -------------------------------- |
| Rafael Paz Hurtado        | Presidente                       |
| Ronal Paz Cuellar         | Vicepresidente 1.º               |
| Rafael Paz Aguilera       | Vicepresidente 2.º               |
| Antonio Gius              | Presidente divisiones inferiores |
| Orlando Quispe            | Secretario                       |
| Jose Menacho              | Hacienda                         |
| Freddy Saucedo            | Secretario de actas              |
| Fuente: Sitio web oficial |                                  |

El primer presidente en la historia del club fue Sixto Hurtado Vargas quien quedó a cargo de las primeras gestiones administrativas que permitieron al club integrarse a los torneos de la Asociación Cruceña de Fútbol. Desde entonces, varias fueron las personas que tuvieron la responsabilidad de ocupar ese lugar. Muchos de ellos, aportaron para que esta entidad fuera creciendo con el paso de los años.
Sobresale sin lugar a dudas un personaje: Héctor Justiniano quien ejerció el cargo en 1975 y permitió al rojo ser campeón nacional por primera vez en su historia y participar por primera vez en la Copa Libertadores de América.
El actual presidente es Rafael Paz Hurtado, quien ejerce la presidencia en su segundo mandato, desde el 13 de abril de 2012, luego de la salida de Gerardo Rosado.

#### Cronología (Incompleta)
| N.º | Presidente                  | País    | Inicio del mandato | Final del mandato | Notas                      | Ref. |
| --- | --------------------------- | ------- | ------------------ | ----------------- | -------------------------- | ---- |
| 1   | Sixto Hurtado Vargas        | Bolivia | 14-04-1962         | ¿?                | Fundador                   |      |
| 2   | Héctor Justiniano           | Bolivia | 1975               | ¿?                |                            |      |
| 3   | Juan Carlos Aguilera Viruez | Bolivia | ¿?                 | 1991              |                            |      |
| 4   | Rafael Paz Hurtado          | Bolivia | 1992               | 2002              |                            |      |
| 5   | Antonio Gius                | Bolivia | 2005               | 2006              |                            |      |
| 6   | Tuffí Aré Vásquez           | Bolivia | 2006               | 21-12-2008        |                            |      |
| 7   | Waldo Badani                | Bolivia | 22-12-2008         | 11-01-2009        |                            |      |
| 8   | Gerardo Rosado Pérez        | Bolivia | 2009               | 12-04-2012        |                            |      |
| 9   | Rafael Paz Hurtado          | Bolivia | 13-04-2012         | Presente          | Presidente por segunda vez |      |

## Palmarés
El Club Deportivo Guabirá posee en su palmarés 1 título de Primera División y 4 tornes de la Copa Simón Bolívar. Además fue subcampeón internacional de la Copa Simón Bolívar en la edición 1976.

### Torneos nacionales (1)
| Competición nacional              | Títulos                                | Subcampeonatos |  |
| --------------------------------- | -------------------------------------- | -------------- |  |
| Primera División de Bolivia (1/1) | 1975.                                  | 1995.          |  |
| Copa Simón Bolívar (4/2)          | 2007, 2009, 2012/13, 2015/16. (Récord) | 1991, 2005.    |  |
| Torneo Apertura (0/2)             |                                        | 1995, 2000     |  |
| Torneo Clausura (0/1)             |                                        | 1995.          |  |

### Torneos internacionales
| Competición internacional | Títulos | Subcampeonatos |
| ------------------------- | ------- | -------------- |
| Copa Simón Bolívar        |         | 1976. (1)      |

### Torneos regionales (6)
| Competición regional   | Títulos                                | Subcampeonatos              |
| ---------------------- | -------------------------------------- | --------------------------- |
| Campeonato Cruceño (6) | 1985, 1986, 1992, 2005, 2009, 2014/15. | 1990, 1991, 2006, 2007. (4) |

### Torneos amistosos
| Competición                  | Títulos | Subcampeonatos |
| ---------------------------- | ------- | -------------- |
| Copa Aerosur del Sur (1)     | 2010.   |                |
| Copa Cine Center del Sur (1) | 2013.   |                |

## Filiales

### Fútbol femenino
Desde 2018 Guabirá cuenta con un equipo femenino que participa en la Asociación Cruceña de Fútbol equivalente a la tercera división masculina.

### Guabirá "B"
En la gestión 2021, Guabirá inscribió a su equipo "B" en la categoría Tercera de Ascenso de la Asociación Cruceña de Fútbol. El cuadro se quedó con el tercer lugar en el torneo y ascendió a la categoría Segunda de Ascenso, donde viene jugando actualmente en la temporada 2022. Su DT es el paraguayo Hugo Sosa, quien además es coordinador de las divisiones menores del club y timonel del equipo de Reservas de la División Profesional.

## Hinchada
Guabirá es el equipo más importante y popular de Montero, al ser el único equipo que lo representa en la primera división, es así que posee total apoyo de aquella provincia, además tiene gran cantidad de hinchas en el Departamento de Santa Cruz.

### Barras organizadas

Recibimiento de los Guerreros del Norte.

Los «Guerreros del Norte» es como se denomina a la barra brava representativa del club, toma su ubicación en la curva Norte del Estadio Gilberto Parada. Es una de las barras más dinámicas y representativas del Departamento de Santa Cruz y la principal de Montero.

## Rivalidades

### Clásico del Norte Integrado
El denominado «Clásico del Norte» es una rivalidad muy reciente en el fútbol boliviano, protagonizada entre Guabirá de Montero y Sport Boys de Warnes, los dos equipos más importantes del norte cruceño. Esta rivalidad se debe a la proximidad geográfica de las dos ciudades, ya que solo las separan 21 kilómetros. 
Este encuentro se ha convertido en unos de los partidos más importantes de Santa Cruz. El primer partido entre ambos por la liga profesional se produjo el 15 de septiembre de 2013 con victoria del Azucarero por 2 a 0. En total se han enfrentado por liga en 20 ocasiones con 5 victorias para el Rojo, 7 para Sport Boys y se registraron 8 empates.

### Otras rivalidades
El club también mantiene una fuerte rivalidad regional de carácter histórico con los principales equipos del Departamento de Santa Cruz: Oriente Petrolero y Blooming.

## En la cultura popular

### Canciones dedicadas
En la siguiente tabla solo se detallan las canciones publicadas por artistas y agrupaciones musicales, dedicadas al club Guabirá.
| # | Canción                     | Intérprete(s)      | Compositor(es)         | Género           | Año | Álbum | Duración |
| - | --------------------------- | ------------------ | ---------------------- | ---------------- | --- | ----- | -------- |
| 1 | «Guabirá Campeón»           | Águilas de Bolivia | Adolfo Velarde Peinado | Taquirari        | –   | –     | 4:13     |
| 2 | «Rojo...rojo, dale Campeón» | Aldo Peña          | Aldo Peña              | Corrido Ranchero | –   | –     | 3:01     |
| 3 | «Rojo es mi corazón»        | Jake Mate Bolivia  | –                      | –                | –   | –     | 2:20     |